# اتحاد النقابات والجمعيات العربية
إف أيه تي يو إل اس، اتحاد النقابات والجمعيات العمالية العربية (اتحاد النقابات والجمعية العربية) (بالعربية: اتحاد النقابات والجمعيات العربية)، المعروف فيما بعد باسم (هيئة العمال العرب): هي منظمة نقابية عربية تشكلت عام 1942 في فلسطين الانتدابية من قبل نشطاء ماركسيين بقيادة بولس فرح (عضو سابق في الحزب الشيوعي الفلسطيني)، والذي انفصل عن جمعية العمال العرب الفلسطينيين في 1942. بحلول نهاية ذلك العام؛ كانت الجمعية قد جندت حوالي 1500 عضو- بمن فيهم عمال- في قطاع البترول بمنطقة حيفا وميناء حيفا والمعسكر البريطاني.
ركزت إف أيه تي يو إل اس على قضايا "شوب فلور"؛ وجادلوا بأن الثورة الاشتراكية فقط؛ هي التي ستُلبي احتياجات العمال من خلال تحرير فلسطين من القبضة الإمبريالية. كانت مُتحالفة مع عُصبة التحرُر الوطني. تم توزيع صحيفة الاتحاد على نطاق واسع، وقُرِأت من قبل الغالبية العظمى من العمال.
تم حظر المنظمة بعد ضم الأردن للضفة الغربية عام 1950.